# Liste der Bischöfe von Como
Die folgenden Personen waren Bischöfe des Bistums Como (Italien)
- Heiliger Felix 386–391
- Heiliger Provino 391–420
- Heiliger Amanzio 420–449
- Heiliger Abbondio 449–468
- Heiliger Console 468–495
- Heiliger Esuperanzio 495–512
- Heiliger Eusebius 512–525
- Heiliger Eutichio 525–539
- Heiliger Eupilio um 539–553
- Heiliger Flaviano I ?–?
- Heiliger Prospero ?–565
- Heiliger Johannes I. ?–um 607
- Heiliger Agrippino 607–617
- Heiliger Rubiano ?–620?
- Heiliger Adalbert ?–?
- Heiliger Martiniano ?–?
- Heiliger Vittorino ?–?
- Heiliger Johannes II. ?–?
- Heiliger Johannes III. 660?–?
- Heiliger Ottaviano ?–?
- Heiliger Benedetto I. ?–?
- Heiliger Flaviano II. ?–um 712?
- Adeodato (Deusdedit) 712?–730?
- Gausoaldo ?–?
- Angilbert I. ?–750?
- Lupo ?–?
- Teodolfo ?–?
- Adelongo ?–776?
- Peter I. 803–818?
- Leo I. 818?–838?
- Peredeo 840?–843
- Amalrico 844–865?
- Angilbert II. (Eriberto) 874?–880
- Liutardo I. 888?–905?
- Valperto I. 911?–916
- Liutardo II. ?–?
- Peter II. 918?–921
- Azzone 921?–945
- Waldone (Ubaldone) 947–967[1]
- Adelgisio 970?–990?
- Peter III. 990–1002
- Everardo 1004–1006[2]
- Albericus 1007–1028
- Letigerio 1028–1048
- Benno 1050?–1061?
- Rainaldo 1061/62–1084
- Eriberto 1085–1088
- Hartuicus 1088–1096 (wahrscheinlich Gegenbischof)
- Guido Grimoldi 1096–1125
  - Landolfo de Carcano (Gegenbischof) 1098–1118
- Ardizzone I. 1125–1162
- Enrico della Torre 1162–1167
- Giovanni IV. 1167?–?
- Anselmo della Torre 1168–1193
- Ardizzone II. 1194–1197
- Guglielmo della Torre 1197–1227
- Uberto di Sala 1228–1256?
- Leone degli Avvocati 1259–1261
- Raimondo della Torre 1262–1274
- Giovanni degli Avvocati 1274–1293
- Leone Lambertenghi 1294–1325
- Benedetto di Asinago oder Asinaga 1328–1339
- Beltramino Paravicini 1339–1340
- Bonifacio da Modena 1340–1352
- Bernardo 1352–1356
- Andrea degli Avvocati 1356–1361
- Stefano Gatti 1362–1369
- Enrico da Sessa 1369–1380
- Beltramo da Brossano 1380–1395
- Luchino da Brossano oder Borsano 1396–1408
- Antonio Turconi 1409–1420
- Francesco Bossi 1420–1434
- Giovanni Barbavara 1436–1437
- Gerardo Landriani 1437–1445
- Bernardo Landriani 1446–1451
- Antonio Pusterla 1451–1457
- Martino Pusterla 1457–1460
- Lazzaro Scarampi 1460–1466
- Branda Castiglioni 1466–1487
- Giovanni Antonio Kardinal Trivulzio 1487–1508
- Scaramuccia Kardinal Trivulzio 1508–1527
- Antonio Trivulzio 1518–1519
- Cesare Trivulzio 1527–1548
- Bernardino della Croce 1548–1559
- Giovanni Antonio Volpe 1559–1588
- Feliciano Ninguarda 1588–1595
- Filippo Archinto 1595–1621
- Aurelio Archinto 1621–1622
- Desiderio Scaglia OP 1622–1625
- Lazzaro Caraffino 1626–1665[3]
- Giovanni Ambrogio Torriani 1666–1679
- Carlo Stefano Anastasio Ciceri 1680–1694
- Stefano Menati 1694–1695
- Francesco Bonesana 1696–1709, Apostolischer Nuntius und Bischof von Como
- Giuseppe Olgiati 1710–1735[4]
- Alberico Simonetta 1736–1739
- Paolo Cernuschi 1739–1746
- Agostino Maria Neuroni 1746–1760
- Giovanni Battista Albrici Pellegrini 1760–1764[5]
- Giovanni Battista Muggiasca (1764–1789), Doctor Utriusque juris, Graf und Bischof von Como
- Giuseppe Bertieri 1790–1792[6]
- Carlo Rovelli 1793–1819[7]
- Giambattista Castelnuovo 1821–1831
- Carlo Romanò 1831–1855
- Giuseppe Marzorati 1858–1865
- Pietro Carsana 1872–1887
- Luigi Nicora 1887–1890
- Andrea Carlo Kardinal Ferrari 1891–1894 (dann Erzbischof von Mailand)
- Teodoro Valfrè di Bonzo 1895–1905 (dann Erzbischof von Vercelli)
- Alfonso Archi 1905–1925
- Adolfo Luigi Pagani 1926–1930
- Alessandro Macchi 1930–1947
- Felice Bonomini 1947–1974
- Teresio Ferraroni 1974–1989
- Alessandro Maggiolini 1989–2006
- Diego Coletti 2006–2016
- Oscar Kardinal Cantoni seit 2016[8]